# Фонс Радемакерс
Фонс Радемакерс (хол. Fons Rademakers; 5. септембар 1920 — 22. фебруар 2007) је био холандски глумац, филмски редитељ, продуцент и сценариста. Са филмом Makkers Staakt uw Wild Geraas је освојио награду Сребрни медвед на Берлинском филмском фестивалу. Током своје каријере је режирао једанаест филмова међу којима су Напад, за који је добио Оскара за најбољи међународни филм 1986. године, и The Village on the River, за који је био номинован 1959. што га чини првим холандским режисером који је то успео. Преминуо је у болници у Женеви од емфизема, након што су апарати за одржавање живота искључени на његов захтев.

## Филмографија
- The Village on the River (1958)
- Makkers Staakt uw Wild Geraas (1960)
- The Knife (1961)
- Like Two Drops of Water (1963)
- The Dance of the Heron (1966)
- Mira (1971)
- Because of the Cats (1973)
- Max Havelaar (1976)
- Lifespan (1976)
- The Judge's Friend (1979)
- Vrijdag (1981)
- The Assault (1986)
- The Rose Garden (1989)